# Улица Матиса (Рига)
Улица Ма́тиса (латыш. Matīsa iela) находится в исторической части города Риги, в Центральном районе и Латгальском предместье. Пролегает в юго-восточном направлении от перекрёстка улицы Бривибас с улицами Миера и Шарлотес до железнодорожного переезда через линию Рига — Земитаны и кладбища Матиса, где разделяется на улицы Маза Матиса и Виеталвас. Начало улицы (до пересечения с улицей Александра Чака) относится к историческому району Центр, дальнейшая часть — к району Авоты.
К улице Матиса прилегают Видземский рынок и парк Зиедоньдарзс. В сквере при пересечении с улицей Мурниеку установлен памятник трубочисту и каменщику.

## История

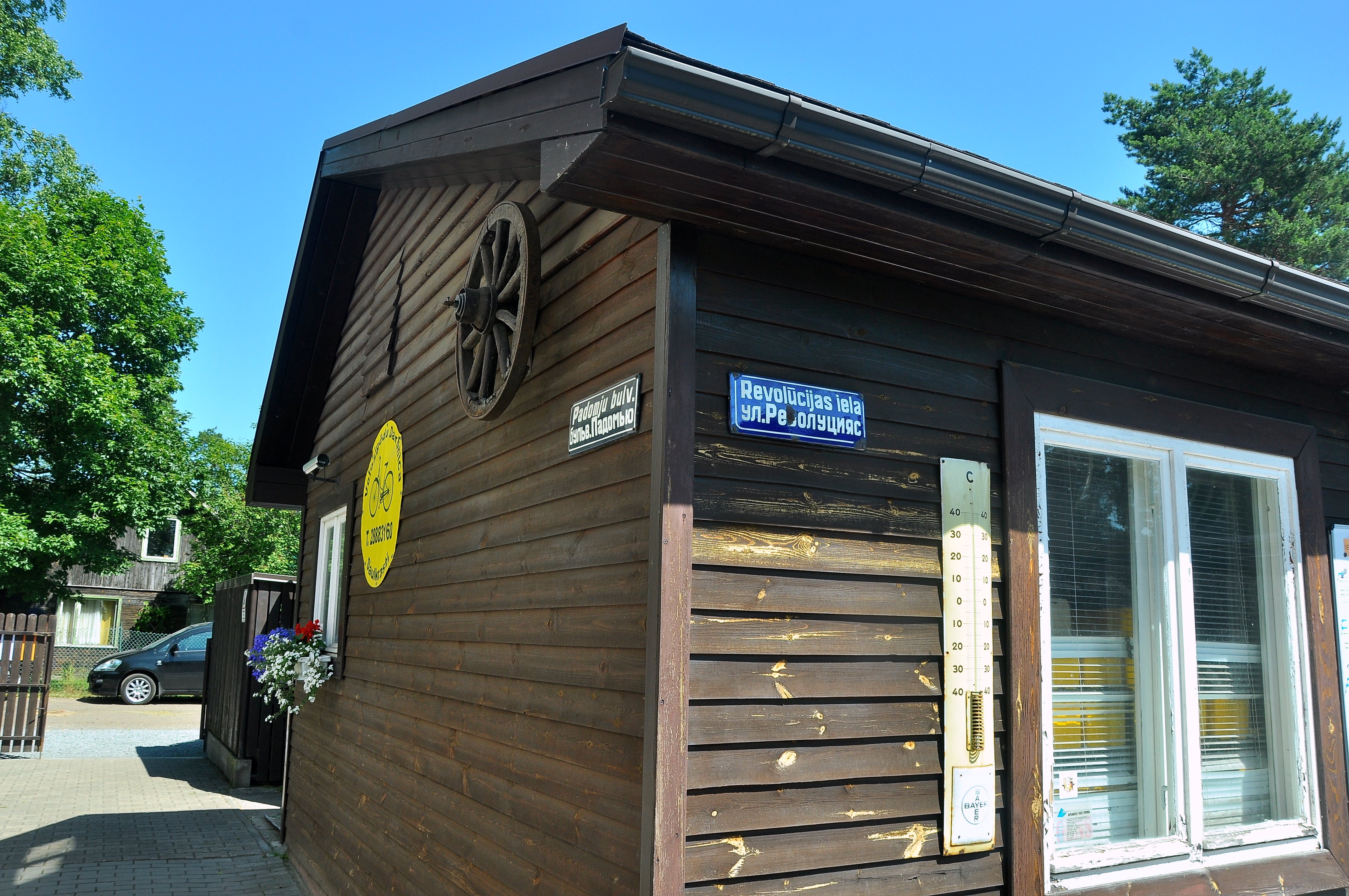
с советскими вариантами названий рижских улиц в музее в Саулкрасты

Улица Матиса была сформирована в 1885 году из части бывшей Лагерной улицы (участок от улицы Тербатас до улицы Бривибас, далее переходящий в улицу Шарлотес) и бывшей Палисадной улицы, ведущей в противоположном направлении. Новообразованная улица была названа Матвеевской (нем. Matthäistrasse, латыш. Matīsa (Matija) iela) — по названию кладбища, к которому она вела. При этом более старой частью новой улицы являлась бывшая Лагерная улица: она показана уже на плане города 1803 года и упомянута в списке городских улиц 1810 года. Палисадная улица известна с середины XIX века.
С установлением независимости Латвии латышский вариант названия Матвеевской улицы стал основным. В советское время, в 1950 году, улица Матиса была переименована в улицу Револуцияс (латыш. Revolūcijas iela), но в 1990 году восстановили прежнее название. В период с 1952 по 1990 год название улица Матиса носила нынешняя улица Маза Матиса.

## Транспорт
Общая длина улицы Матиса составляет 2070 метров. Начальный отрезок улицы (до пересечения с ул. Кришьяня Барона) и дальняя её часть (после перекрёстка с ул. Авоту) замощены брусчаткой; на остальном протяжении улица Матиса асфальтирована. Разрешено движение всех видов транспорта в обоих направлениях.
На участке от улицы Бривибас до улицы Кришьяня Барона проложена двухпутная трамвайная линия маршрута № 11. На участке от ул. Александра Чака до конца улицы проходит автобусный маршрут № 20, а от ул. Стабу до ул. Александра Чака (только в одном направлении) — также троллейбусный маршрут № 11. В свою очередь, на улицах Бривибас, Валмиерас, Авоту и Александра Чака есть остановки «Matīsa iela».

## Застройка
Застройка улицы сформировалась в конце XIX — начале XX века; преобладают многоэтажные доходные дома. Более 20 зданий на улице Матиса являются памятниками архитектуры.
- Дом № 8 — бывший пивоваренный завод Густава Кунцендорфа (1872—1873), позднее завод безалкогольных напитков «Велдзе», с 1970 в составе ПО «Рига»[8], с 1991 акционерное общество (ликвидировано в 2006). В настоящее время — офисно-производственный центр, где располагаются многие предприятия[9].

- Дом № 9 — пожарное депо (1886, перестроено в 1902, архитектор Р. Шмелинг).

- Дом № 13 — бывший доходный дом Доры Шнайдер с магазинами (1912, архитектор Э. Фризендорф).

- Дом № 15 — бывшее «заведение для приготовления консервов» Александра Адамсена (1897).

- Дом № 16 — бывший доходный дом пивовара Г. Кунцендорфа с магазинами (1902—1903, архитектор Карл Иоганн Вильгельм Нейман), памятник архитектуры[10]. В 1945—1955 годах здесь жил мастер декоративно-прикладного искусства Ю. Э. Мадерниекс[1].

- Дом № 17 — бывший доходный дом Зусы с магазинами (1911, архитектор Н. Яковлев), памятник архитектуры[11].

- Дом № 18 — бывший доходный дом Розита с магазинами (1901, архитектор К. Пекшенс).

- Дом № 19 — бывший доходный дом Августа Вушкалнса с магазинами (1930, архитектор Лидия Хофмане-Гринберга).

- Дом № 21 — бывший винный погреб и магазин фирмы «Louis Lundmann & Co» (1904, архитектор А. Витте)[1], украшенный скульптурой «Мужчина с кувшинами» и медальонами с гербами и вензелями (1904, скульптор А. Фольц)[12] — памятник искусства государственного значения[13].

- Дом № 25 — торговый центр «Bērnu pasaule» («Детский мир»), построен в 1960—1964 гг., архитекторы И. Гольденберг и Р. Вайчулайтис, торговая площадь 3,6 тыс. м²[1].

- Дом № 27 — бывший доходный дом В. Рейха с магазинами (1911—1913, архитектор Я. Алкснис), памятник архитектуры[14].

- Дом № 28а — деревянный доходный дом К. Ф. Маковского (1892, архитектор Л. Фельско).

- Дом № 29 — бывший доходный дом Элиаса Хиршхорна с магазинами (1935, архитектор Т. Хермановский[латыш.]).

- Дом № 31 — бывший доходный дом Мейера с магазинами (1910, архитектор Р. Донберг), памятник архитектуры[15].

- Дом № 32 — бывший доходный дом Берзиня с магазинами (1912, архитектор Э. Поле), памятник архитектуры[16].

- Дом № 33 — бывший доходный дом И. Розенбильда с магазинами (1912, архитектор Э. Лаубе), памятник архитектуры[17].

- Дом № 35 — бывший доходный дом Зуны (1912, архитектор Оскар Бар), памятник архитектуры[18].

- Дом № 38 — бывший доходный дом Рейха с магазинами (1909, архитектор Николай Норд), памятник архитектуры[19].

- Дом № 39 — бывшая приходская школа для мальчиков (1891, архитектор Алексей Кизельбаш).

- Дом № 40 — бывший доходный дом Брауна с магазинами (1907, архитектор Я. Алкснис), памятник архитектуры[20].

- Дом № 41 — бывший доходный дом Анге с магазинами (1911, архитектор Ф. Шеффель), памятник архитектуры[21].

- Дом № 43 — бывший доходный дом Теттера с магазинами (1905, архитектор Я. Алкснис), памятник архитектуры[22].

- Дом № 44 — бывший доходный дом Зутиса с магазинами (1907, архитектор Я. Алкснис), памятник архитектуры[23].

- Дом № 45 — бывший доходный дом Виетиньша с магазинами (1912, архитектор Б. Биленштейн), памятник архитектуры[24].

- Дом № 46а — деревянный доходный дом В. Д. Жиделёва (1877, архитектор Я. Бауманис).

- Дом № 47 — бывший доходный дом Якобсона (1912, архитектор М. Нукша).

- Дом № 48 — деревянный доходный дом пивовара Августа Кёппена (1897, архитектор Э. фон Тромповский).

- Дом № 49 — бывший доходный дом Леманна (1901, архитектор Оскар Бар).

- Дом № 50 — деревянный доходный дом плотника Ивана Вира (1897, архитектор Р. Шмелинг).

- Дом № 50b — молельный дом баптистской общины Матея (1900—1902, архитекторы Гарри Мелбарт и Оскар Бар), памятник архитектуры[25]. Община располагается в здании и в наши дни[26].

- Дом № 51 — бывший доходный дом Петериса Эглитиса (1930, архитектор Артур Браунфельд).

- Дом № 52b — бывший доходный дом И. Стекергофа (1902, архитектор Я. Алкснис), памятник архитектуры[27].

- Дом № 56 — деревянный жилой дом Михаила Печака (1880).

- Дом № 57 — бывший доходный дом И. Каулиньша с магазинами (1901, архитекторы Г. Шель и Ф. Шеффель).

- Дом № 58 — бывший доходный дом Вейнберга (1903, архитектор Я. Алкснис).

- Дом № 59 — бывший доходный дом Литхена (1901, архитектор Оскар Бар).

- Дом № 63 — бывший доходный дом Стейнблума с магазином (1911, архитектор Г. Девендрус), памятник архитектуры[28].

- Дом № 64 — бывший доходный дом Клумберга (Блумберга?) с магазином (1899, архитектор Вильгельм Хоффман).

- Дом № 65 — бывший доходный дом К. Вернера (1910, архитектор Я. Алкснис), памятник архитектуры[29]. В 1920—1926 годах здесь жил латышский писатель и общественный деятель Леон Паэгле[1].

- Дом № 66 и 66а (во дворе) — два корпуса доходного дома Песле (1911–1912, архитектор Я. Алкснис).

- Дом № 68 — бывший доходный дом Озолиньша (1900, архитектор Р. Донберг).

- Дом № 70 — деревянный доходный дом И. Букгольца (1868).

- Дом № 72 — деревянный доходный дом Эклау (1898).

- Дом № 74 — деревянный доходный дом Брамберга (1894).

- Дом № 76 — бывшая фабрика Общества производства машин для обработки дерева "Стелла" Вольдемара Питцкена и К° (1901), в настоящее время здесь размещаются предприятия разного профиля.

- Дом № 82 — деревянный доходный дом Л. З. Золомонсона (1885).

- Дом № 84 — деревянный доходный дом Кр. Ланге (1896).

- Дом № 85 — бывший доходный дом пекаря Юл. Яннова (начало 1910-х гг.).

- Дом № 86а — бывший доходный дом купца Петра Штейнберга с магазинами (1898, архитектор Э. фон Тромповский).

- Дом № 88 — бывший доходный дом Екаба Думписа (1938-1939).

- Дом № 89a — бывший доходный дом М. Куминьша с магазином (1910—1911, архитектор Э. Лаубе), памятник архитектуры[30].

- Дом № 91 — бывший доходный дом Хорнига (1910).

- Дом № 92 — бывший 77-й завод Министерства обороны СССР по ремонту артиллерийских тягачей (1984), ныне торговые и складские помещения разных фирм.

- Дом № 93 — бывший доходный дом Кемница (1909, архитектор Э. Лаубе).

- Дом № 101 и 101 k-2 — два доходных дома Я. Пурвиета (1911, архитектор А. Ванагс).

- Дома № 108 и 114 — газовые резервуары (соответственно 1901 г., архитектор Карл Фельско, и 1898 г., архитектор Отто Интце) — памятники архитектуры, в ряде источников числятся по старому адресу (до 2018 г. — ул. Вагону, 20)[31].

- Дом № 111 — бывший доходный дом наследников Мауриньша (1913, архитектор Эрих Густав фон Бетигер).

- Дом № 119 — бывший доходный дом Б. Каплан (1914).

- Дом № 122 — бывший аммиачный завод Второго Рижского газового завода (1878, расширен в 1897 и 1905).

- Дом № 129 — деревянный жилой дом И. Гайлита (1877).

- Дом № 133 — бывший доходный дом Грендзе (1909, архитектор Э. Лаубе).

- Дом № 145 — деревянный доходный дом Грюнберга (1898).

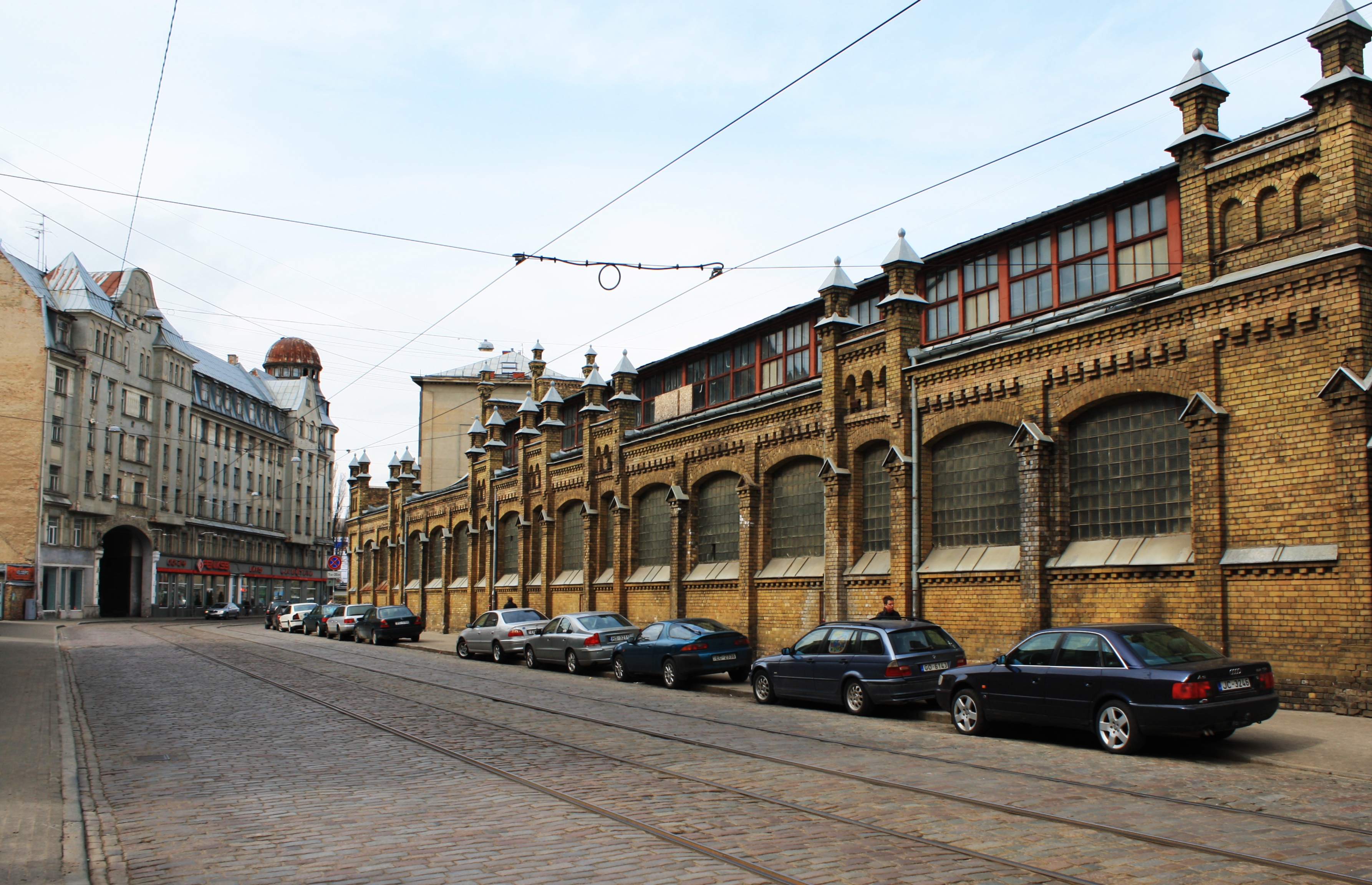
Начало улицы. Справа — Видземский рынок
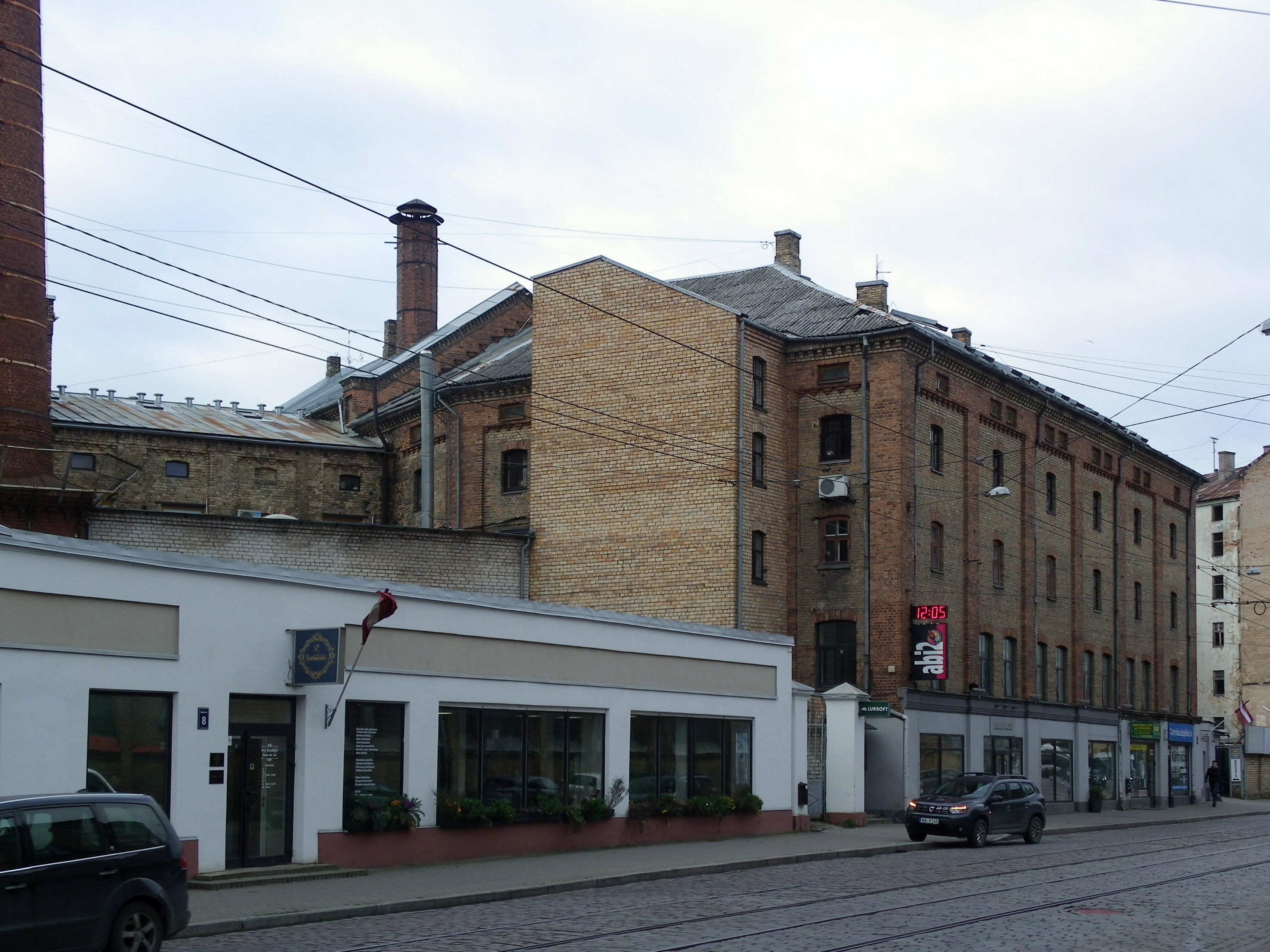
Дом № 8
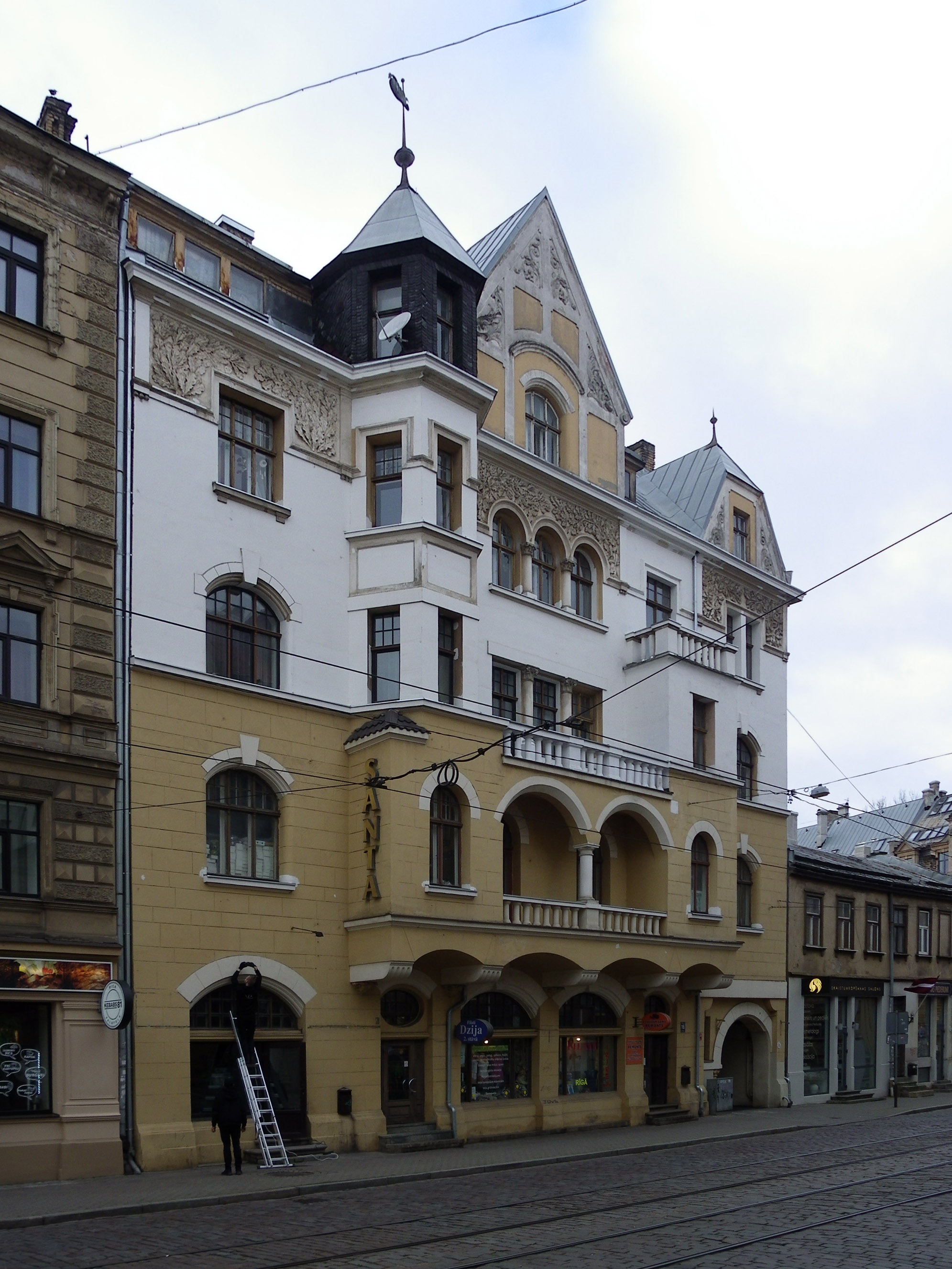
Дом № 16
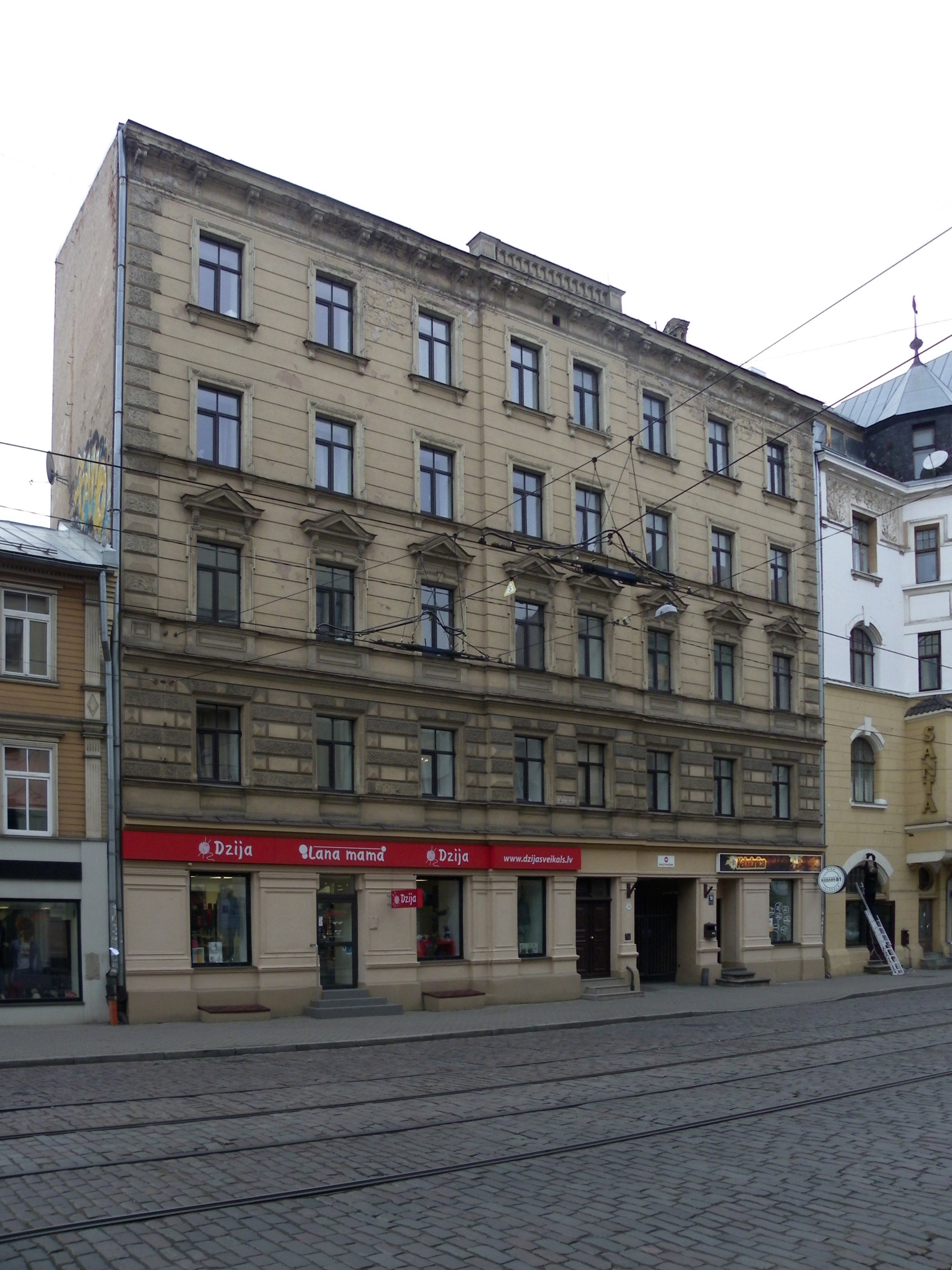
Дом № 18
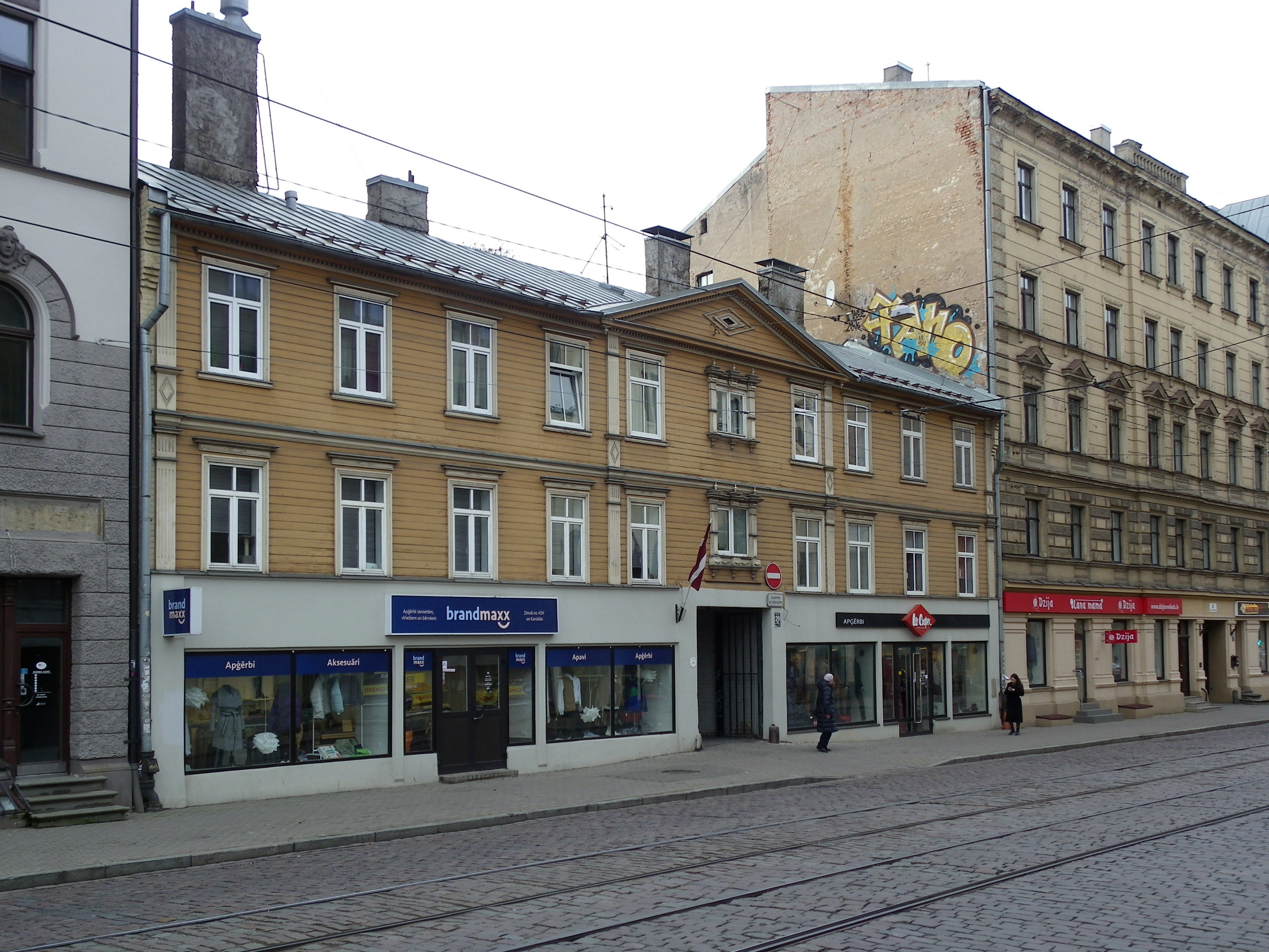
Дом № 20
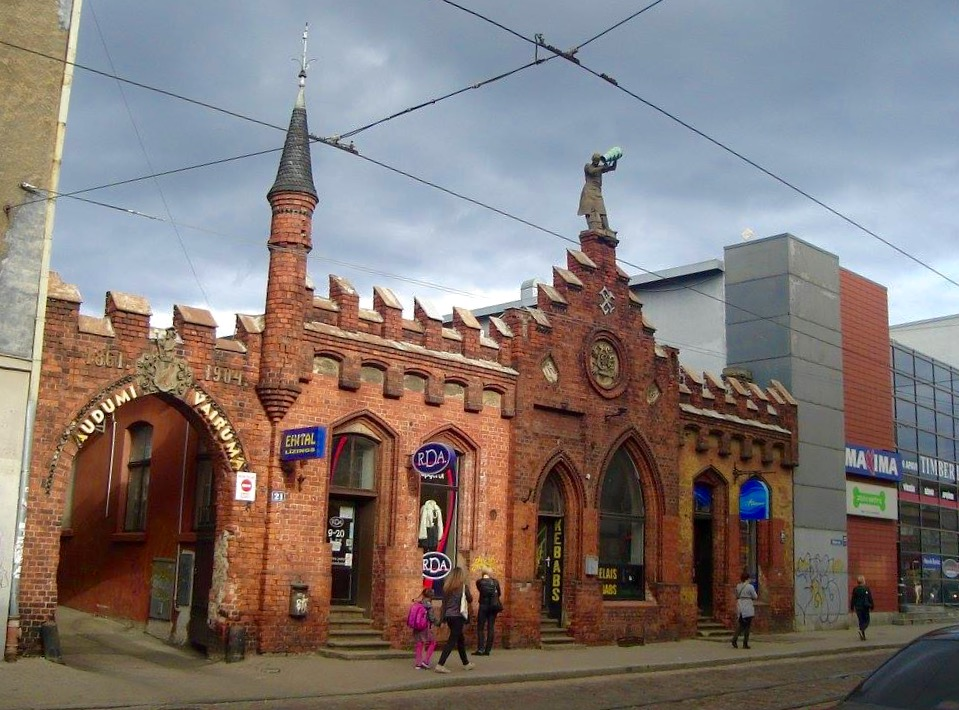
Дом № 21
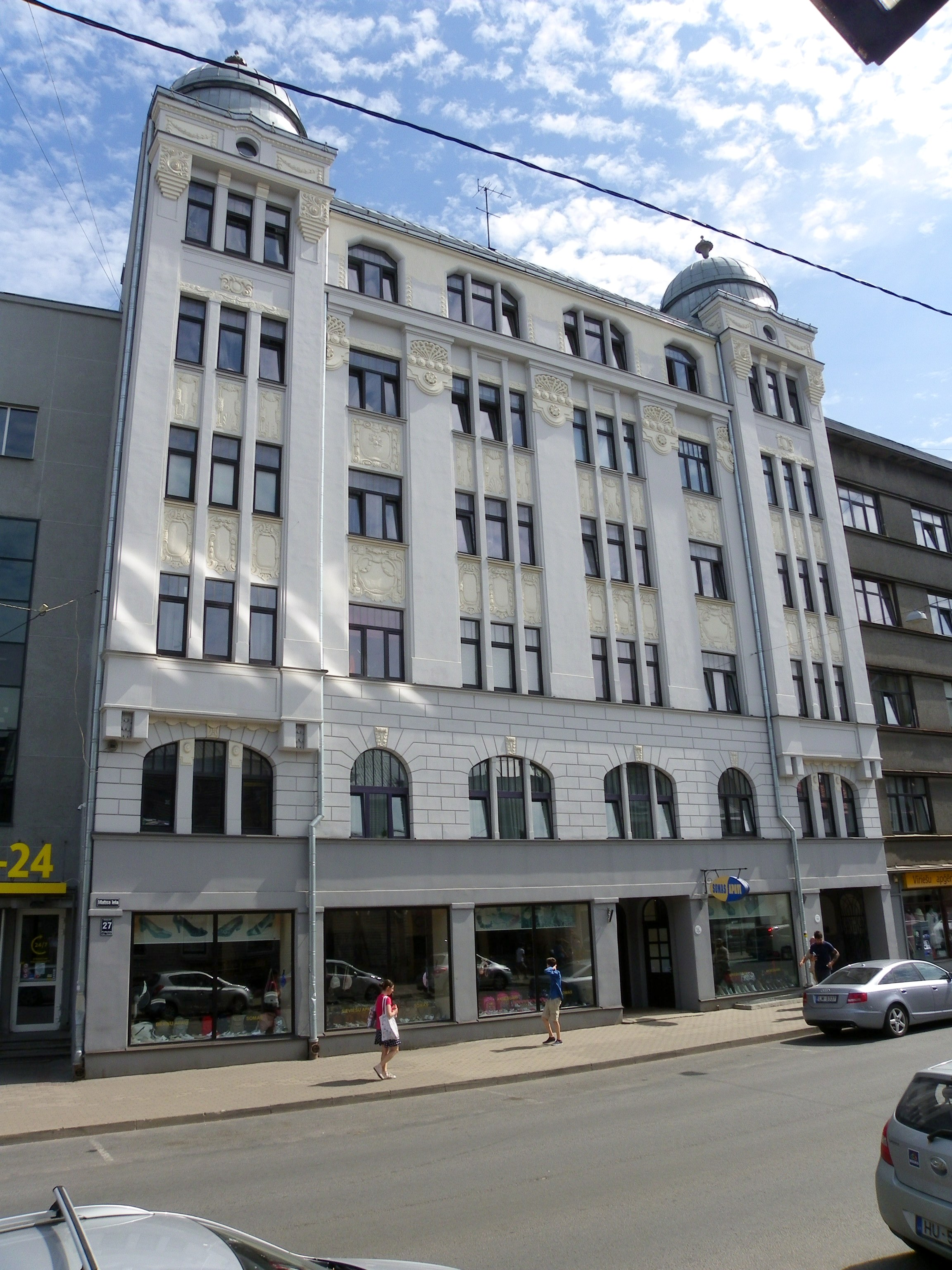
Дом № 27
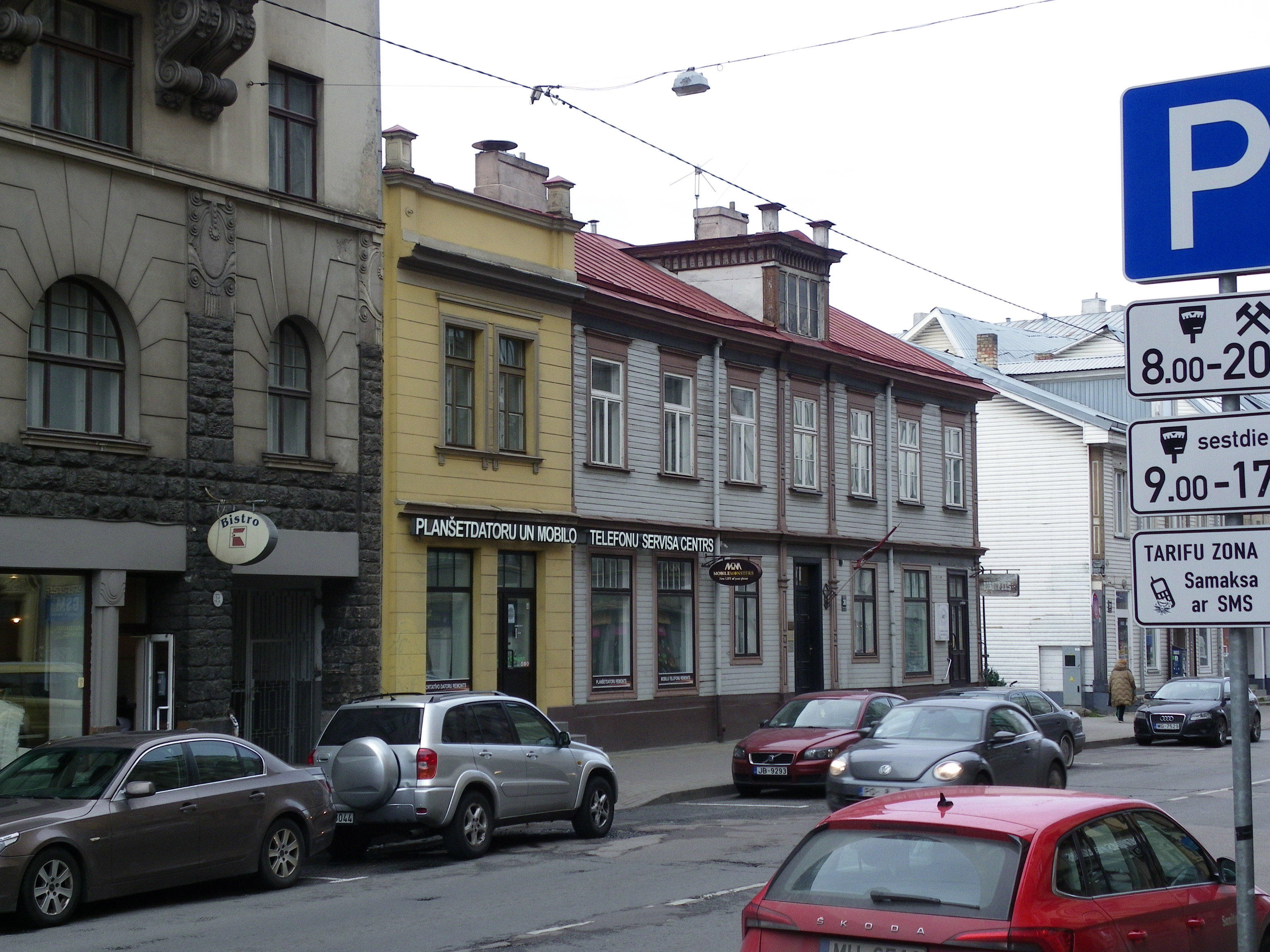
Дом № 30
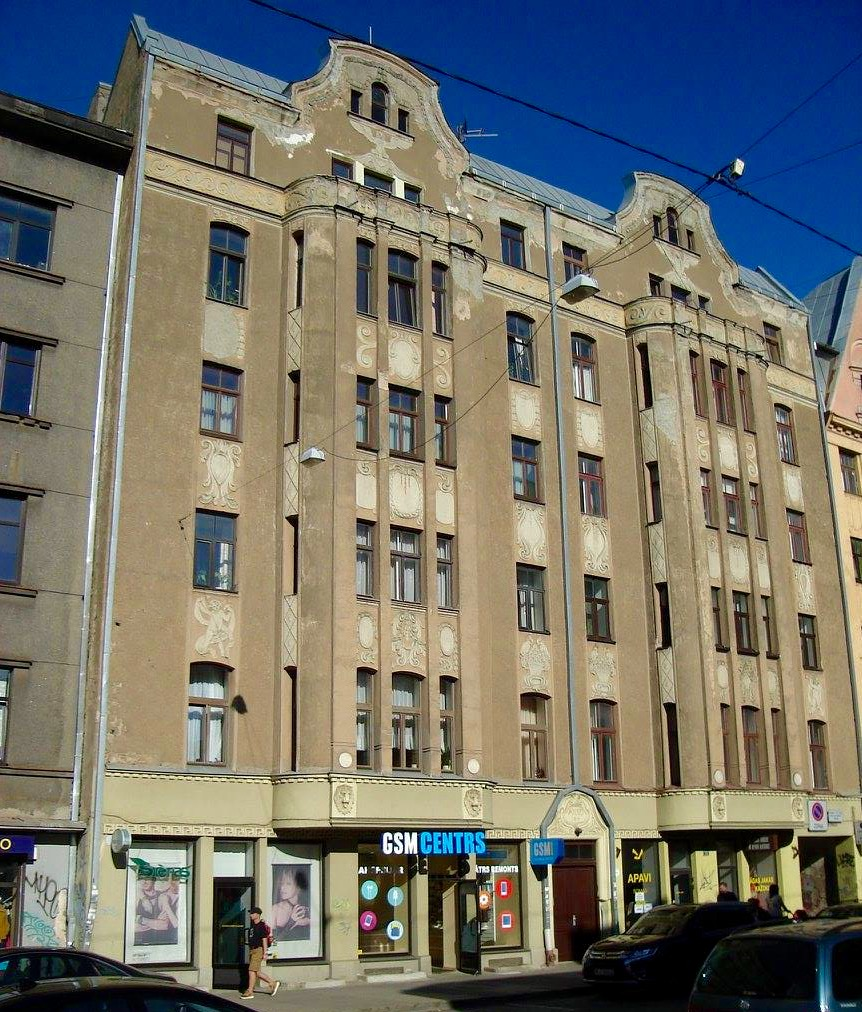
Дом № 31
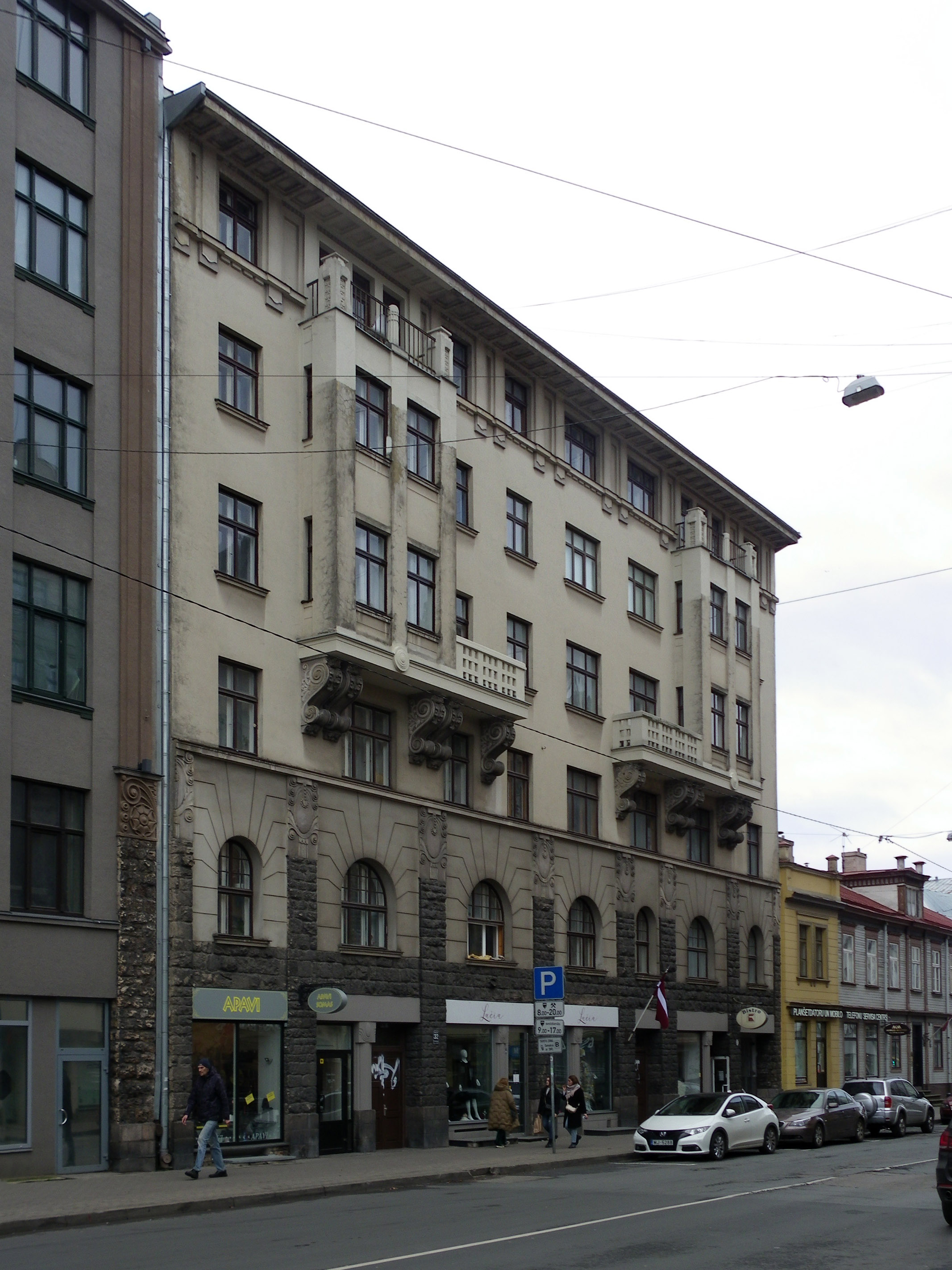
Дом № 32
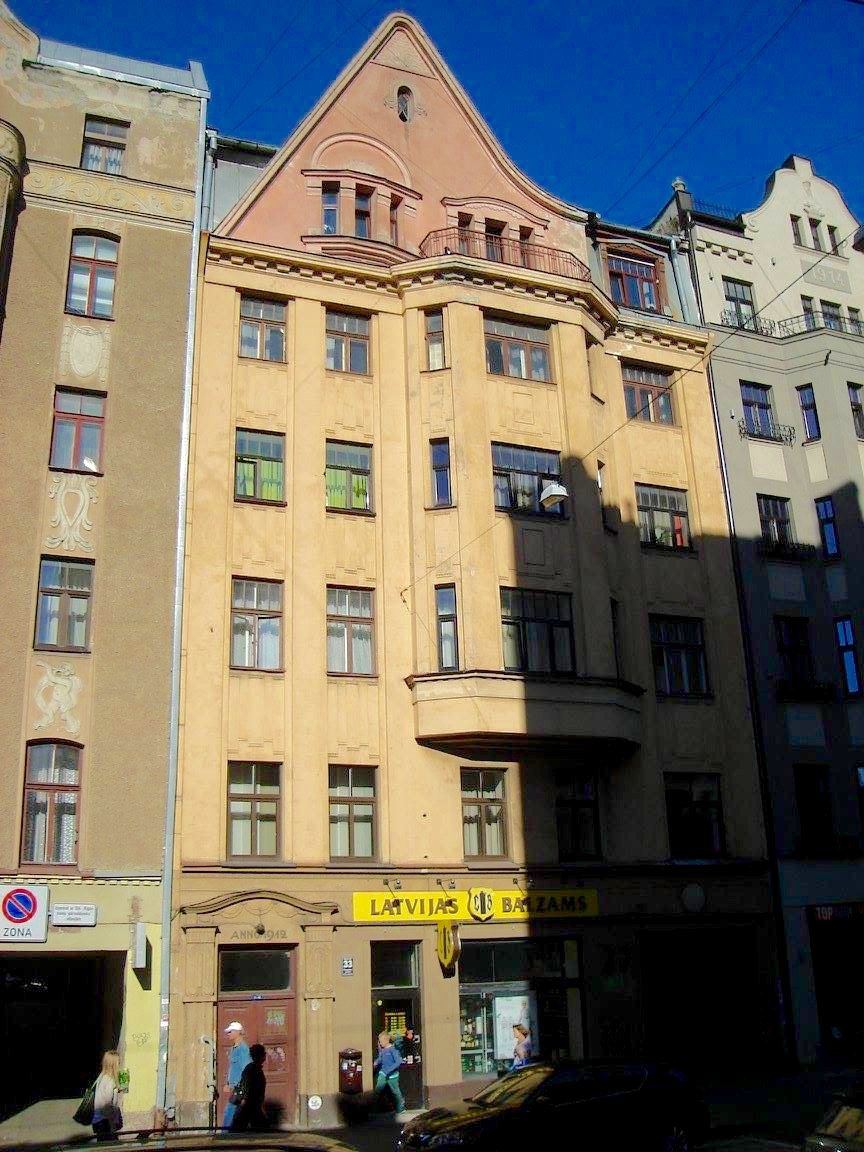
Дом № 33
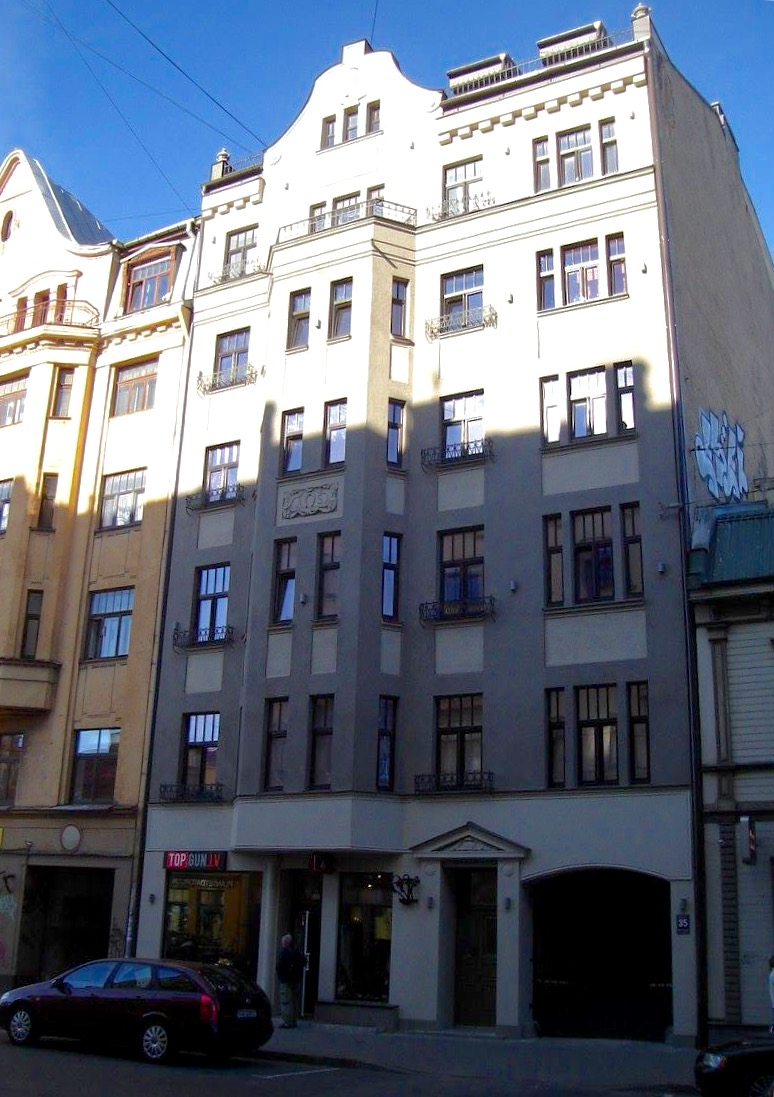
Дом № 35
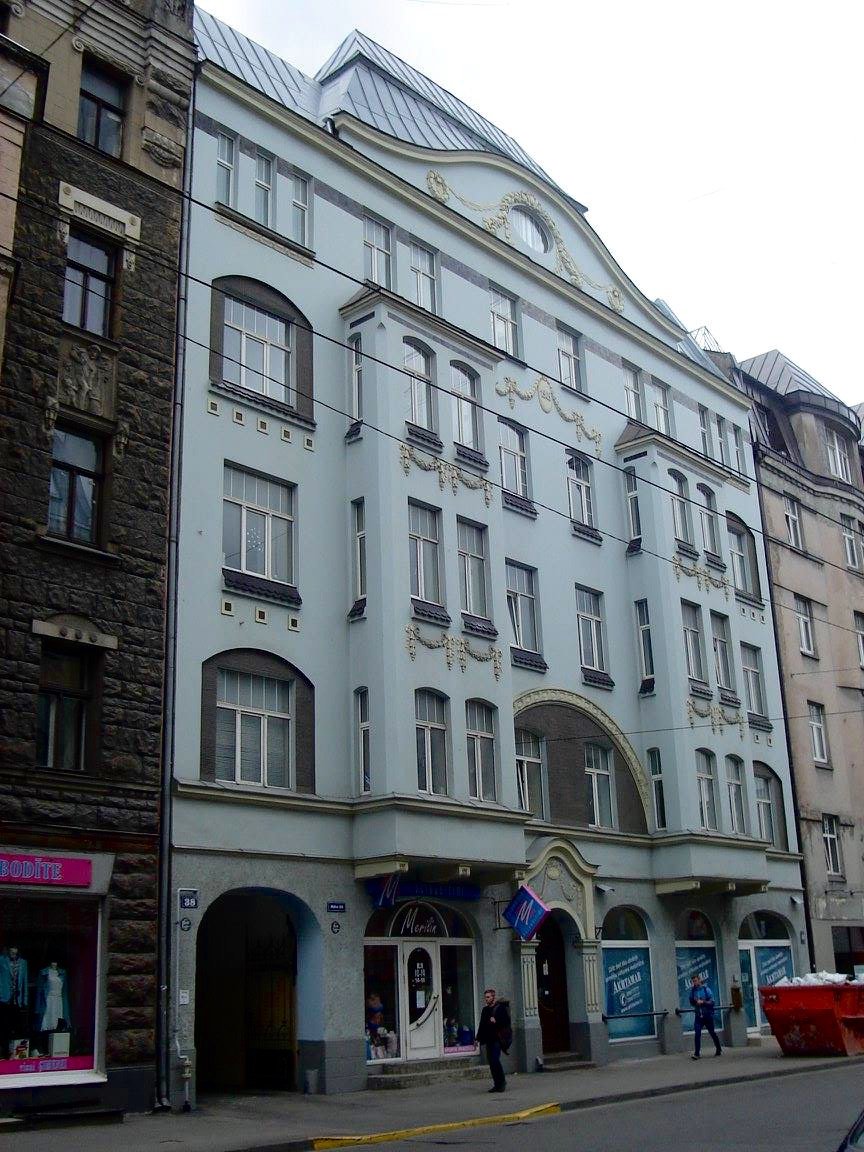
Дом № 38
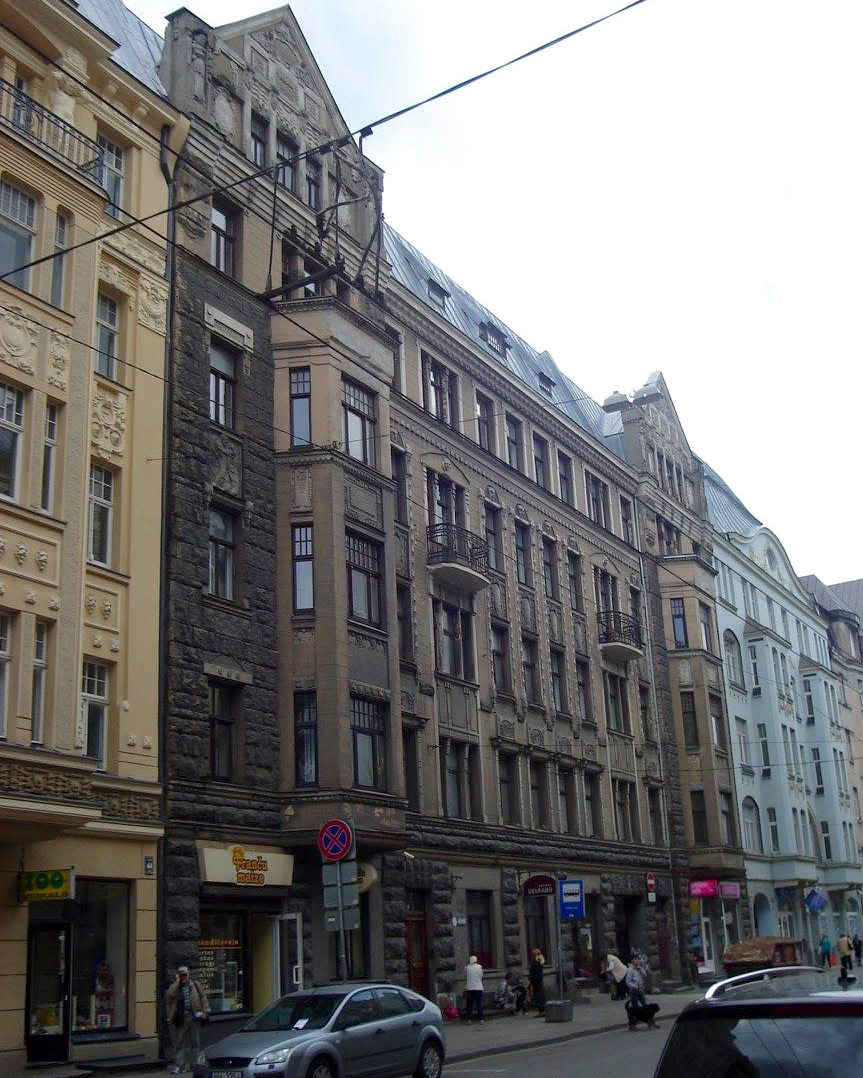
Дом № 40
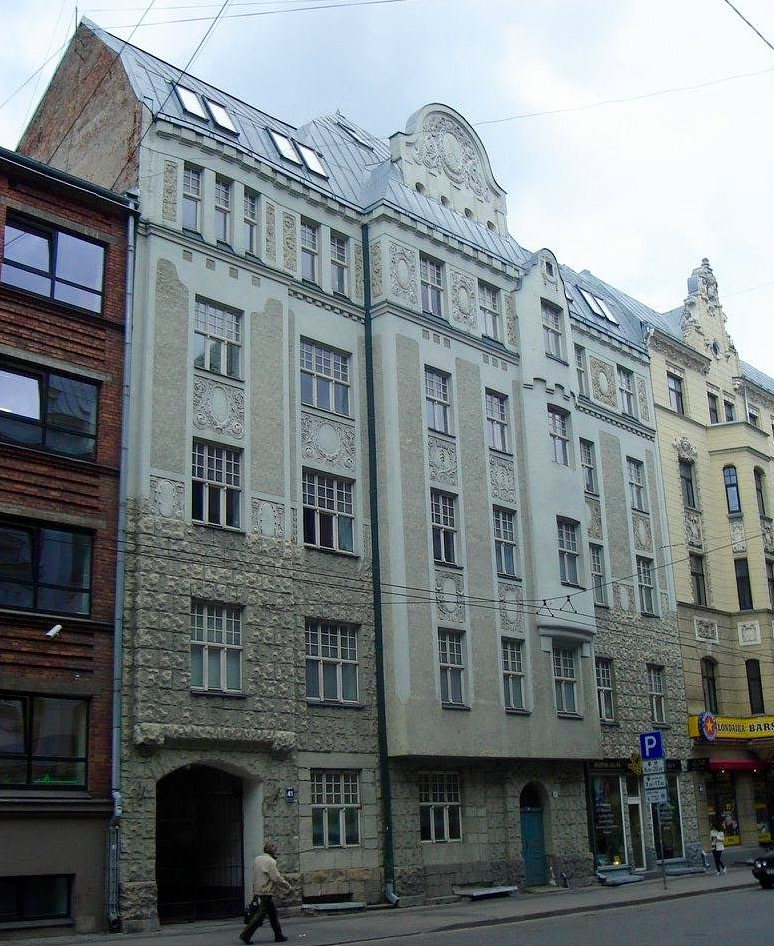
Дом № 41
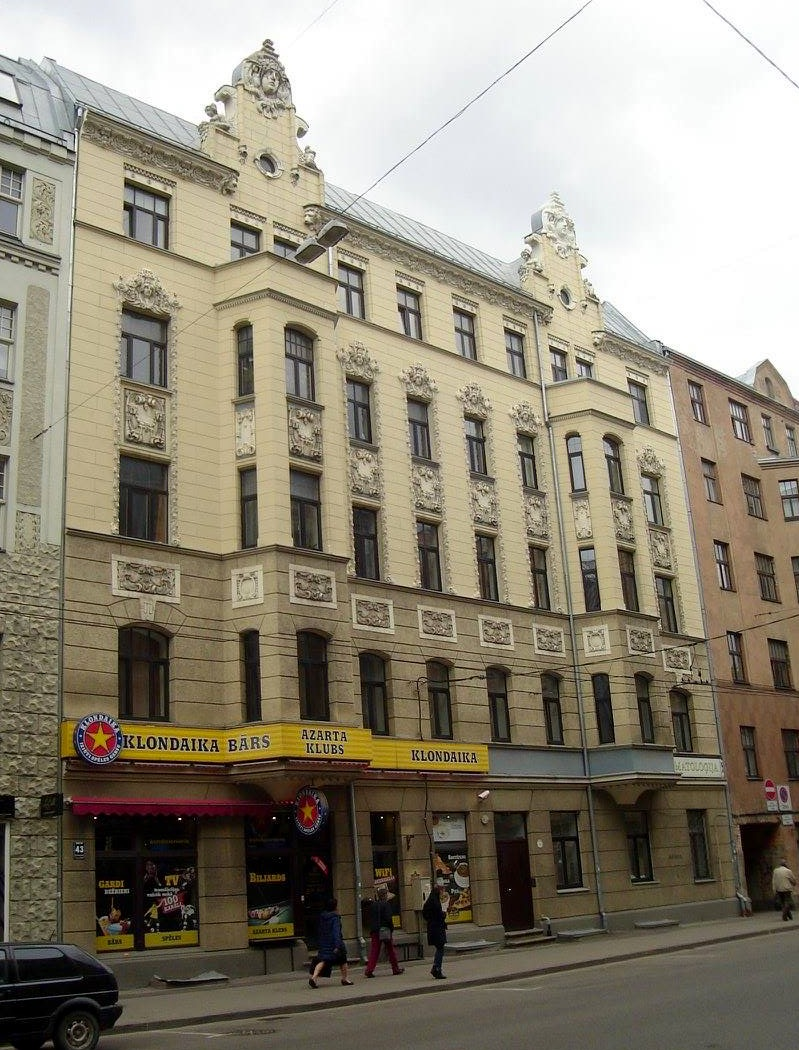
Дом № 43
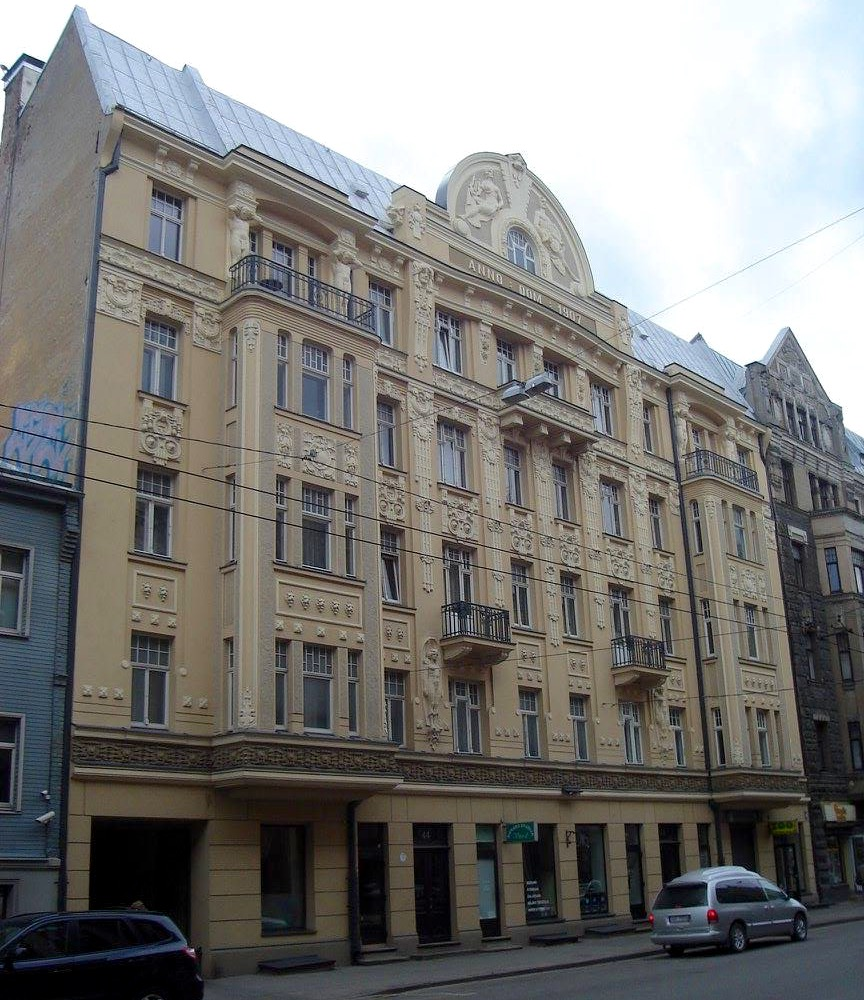
Дом № 44
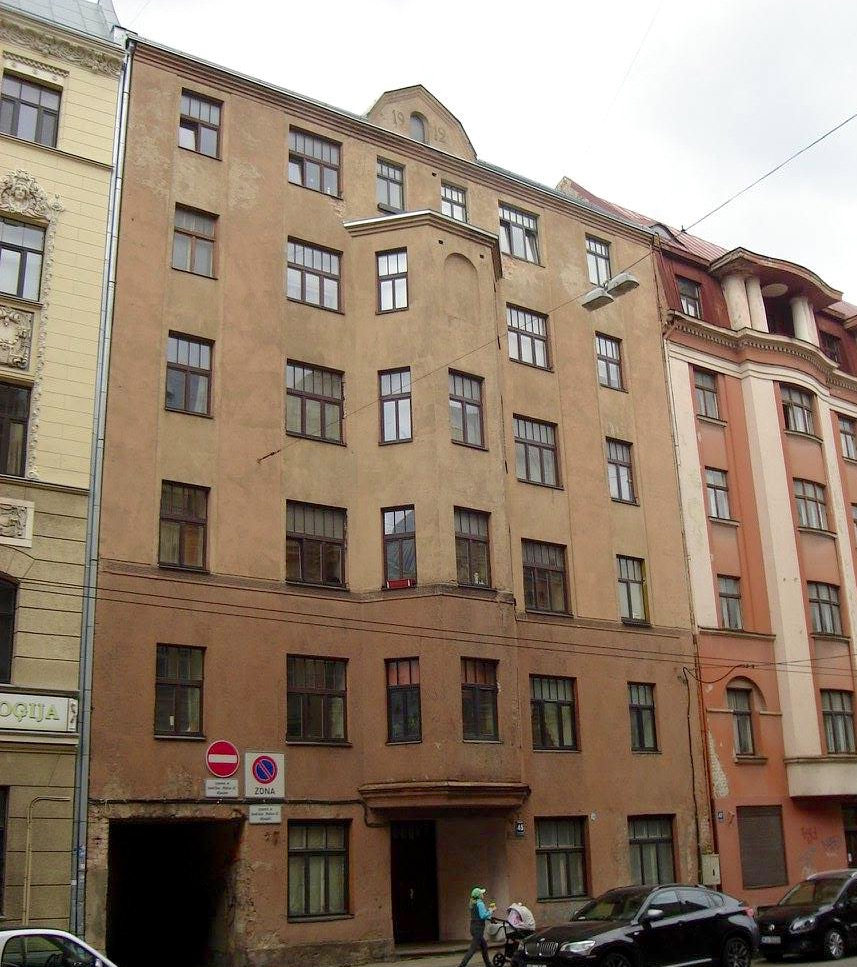
Дом № 45
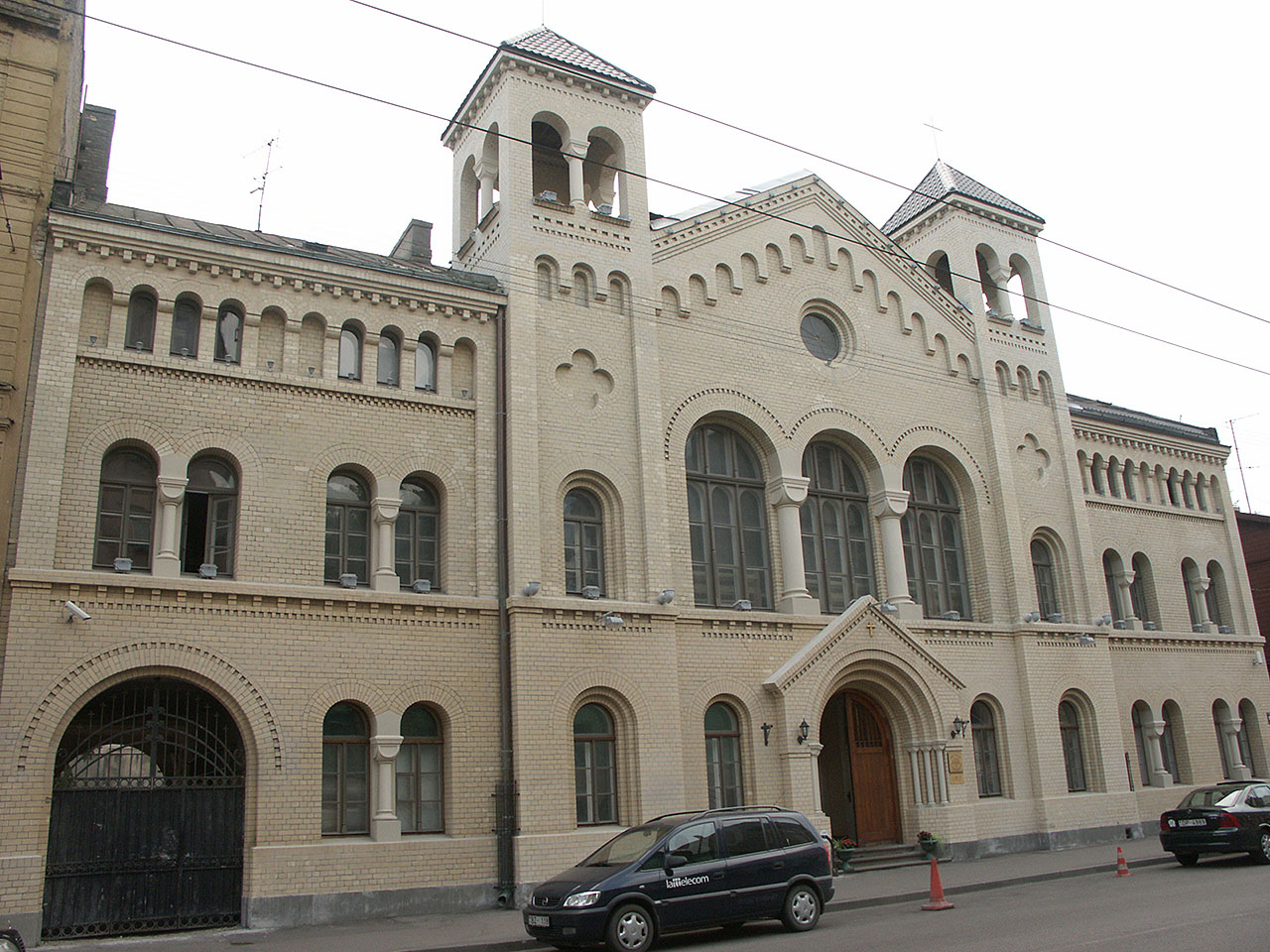
Дом № 50b
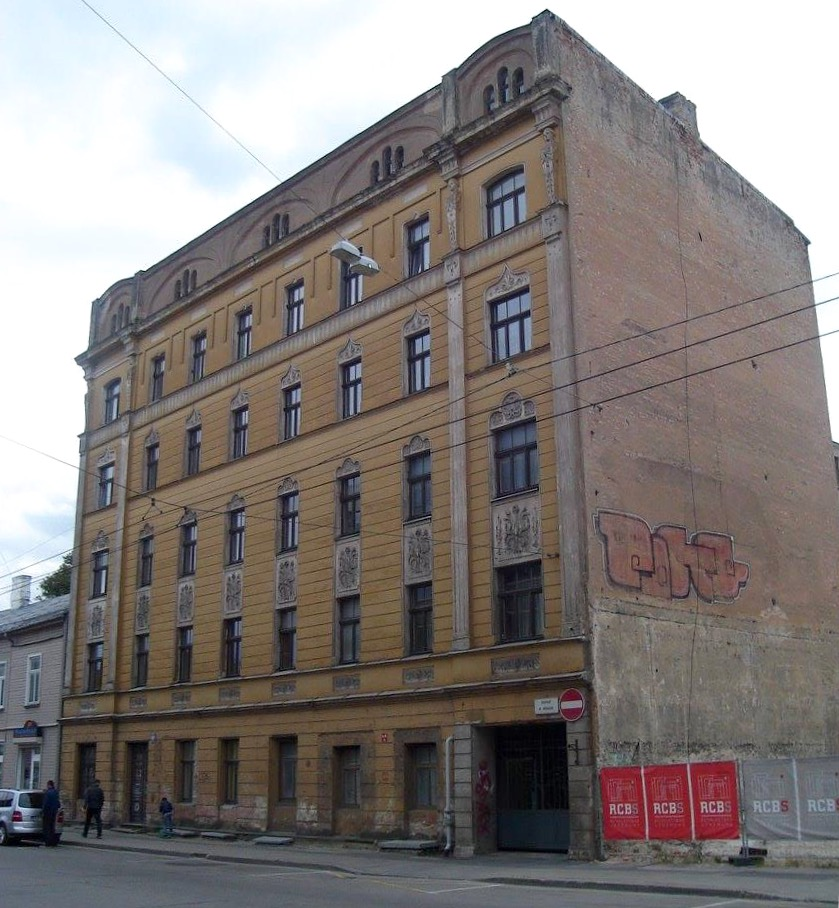
Дом № 52b
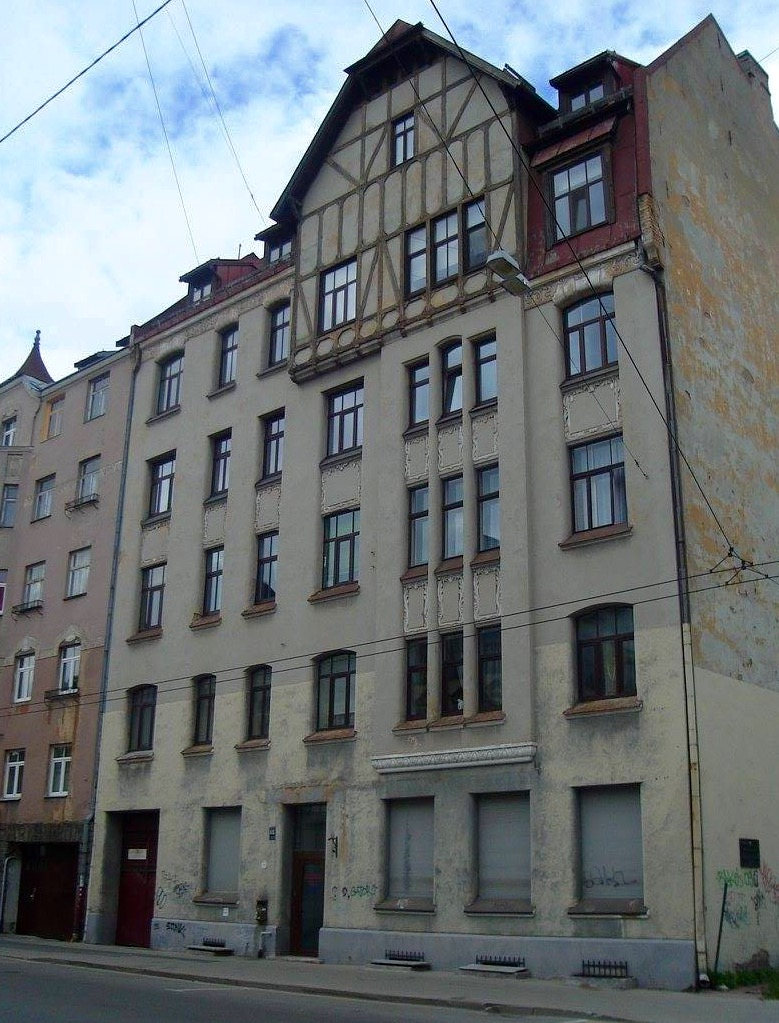
Дом № 65
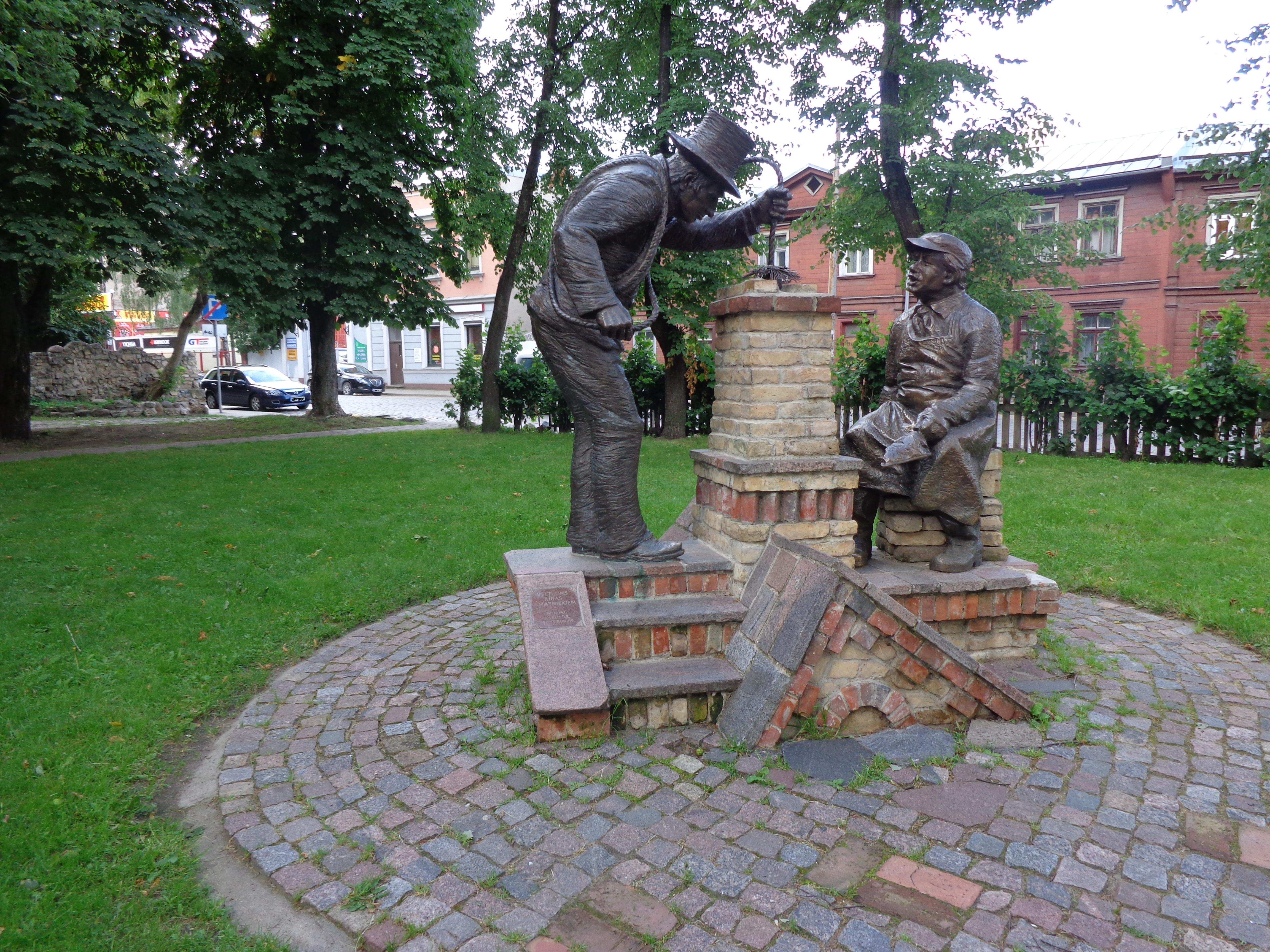
Памятник трубочисту и каменщику
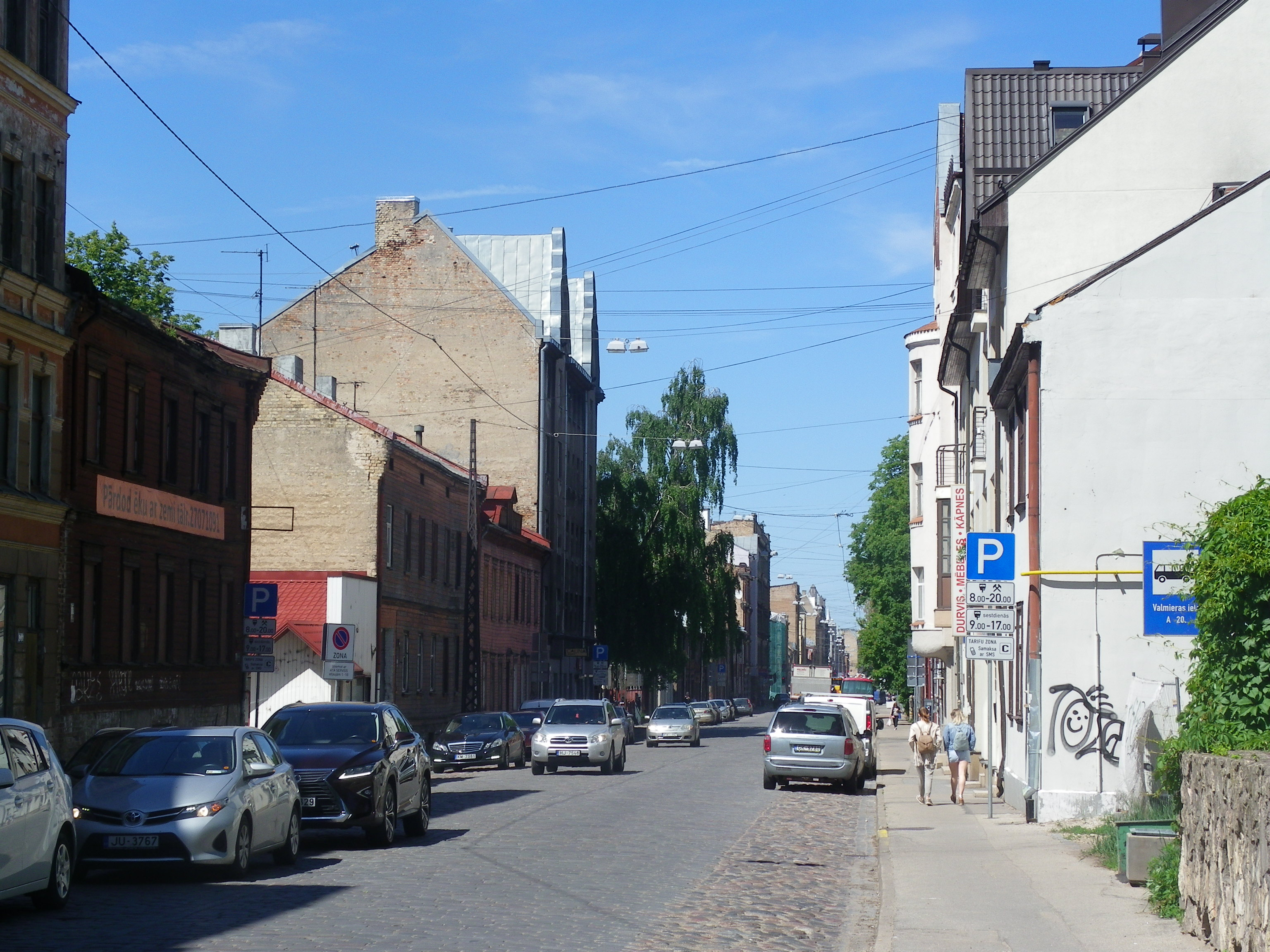
Вид от улицы Валмиерас
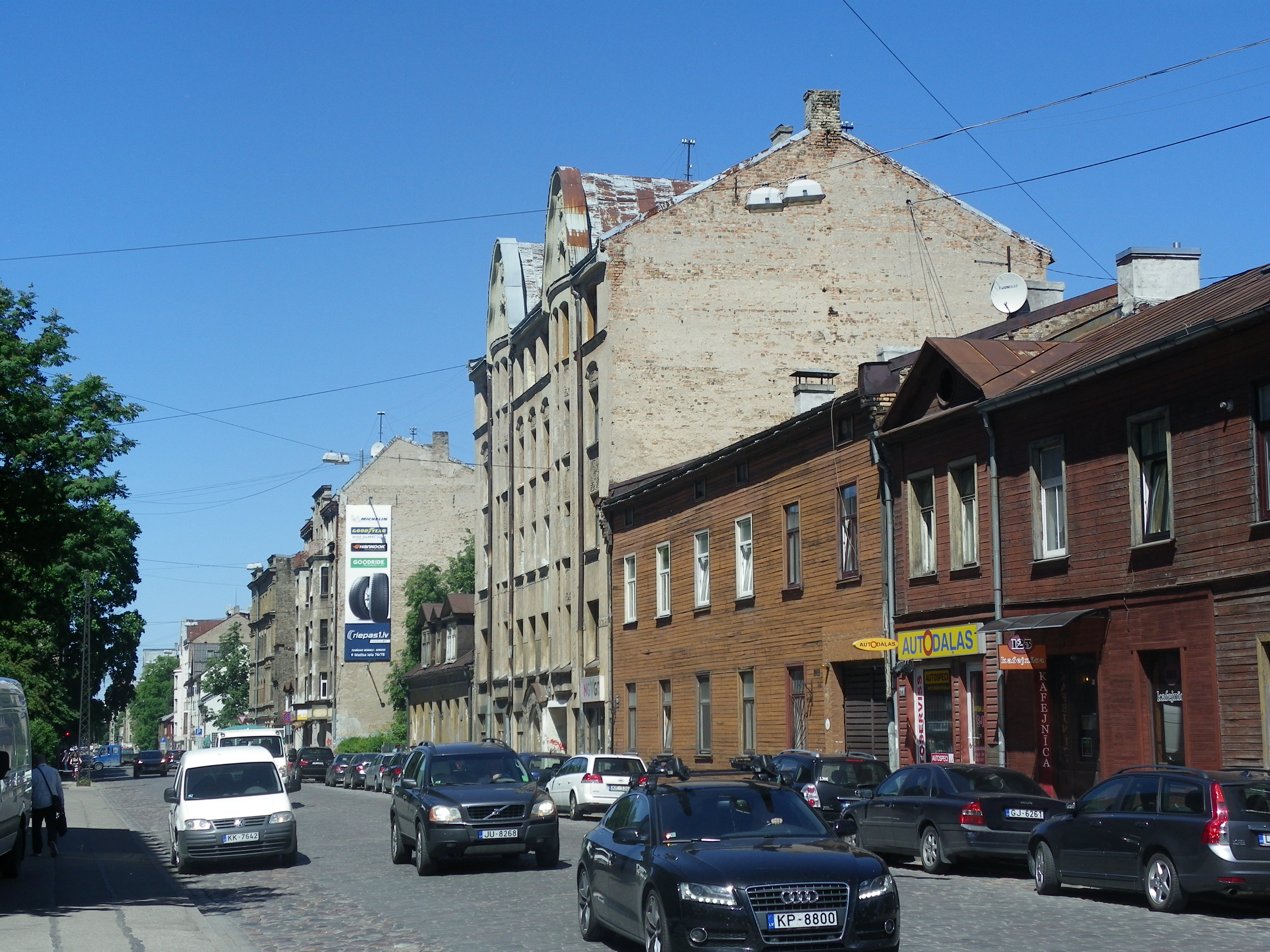
Вид от улицы Вагону
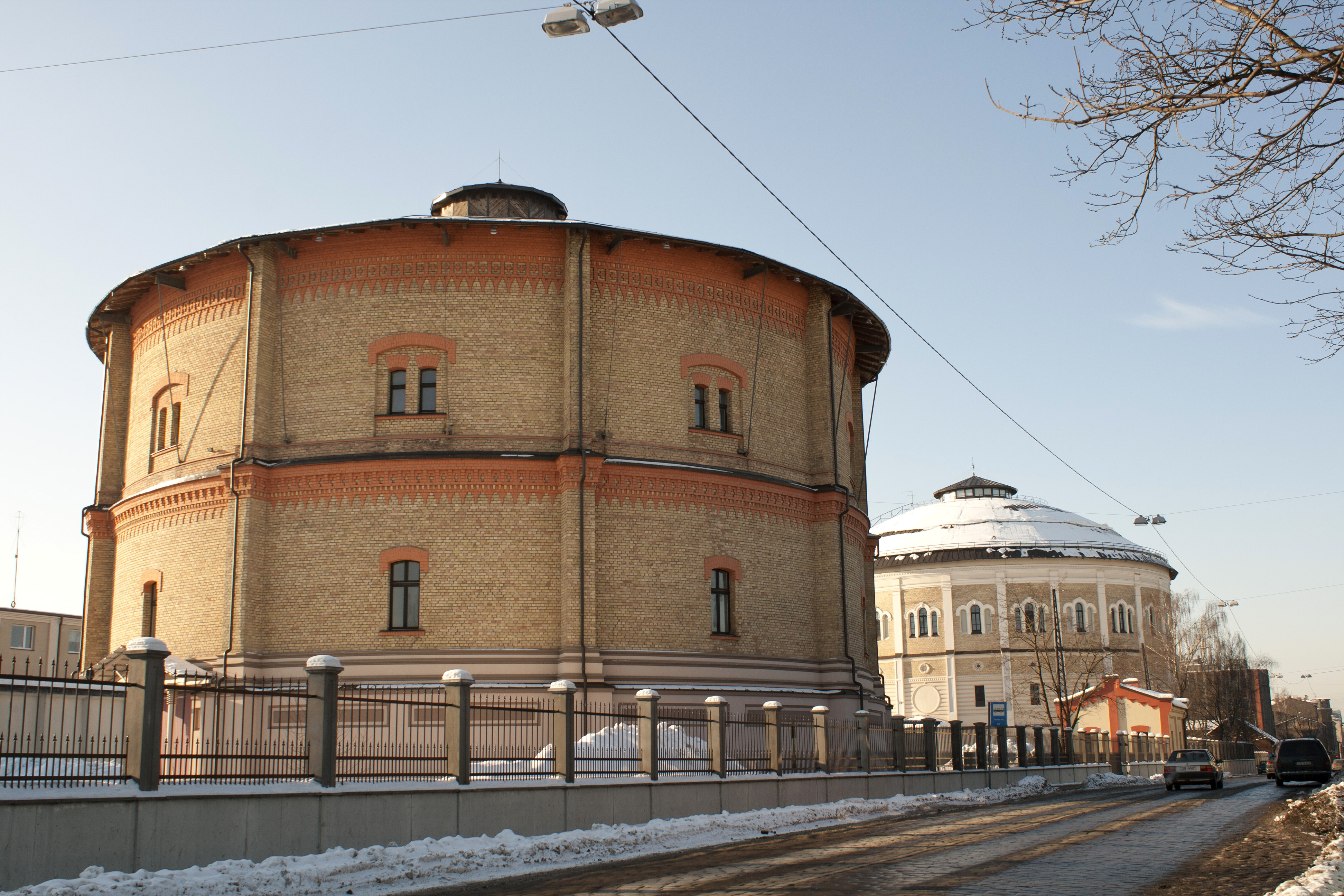
Газовые резервуары
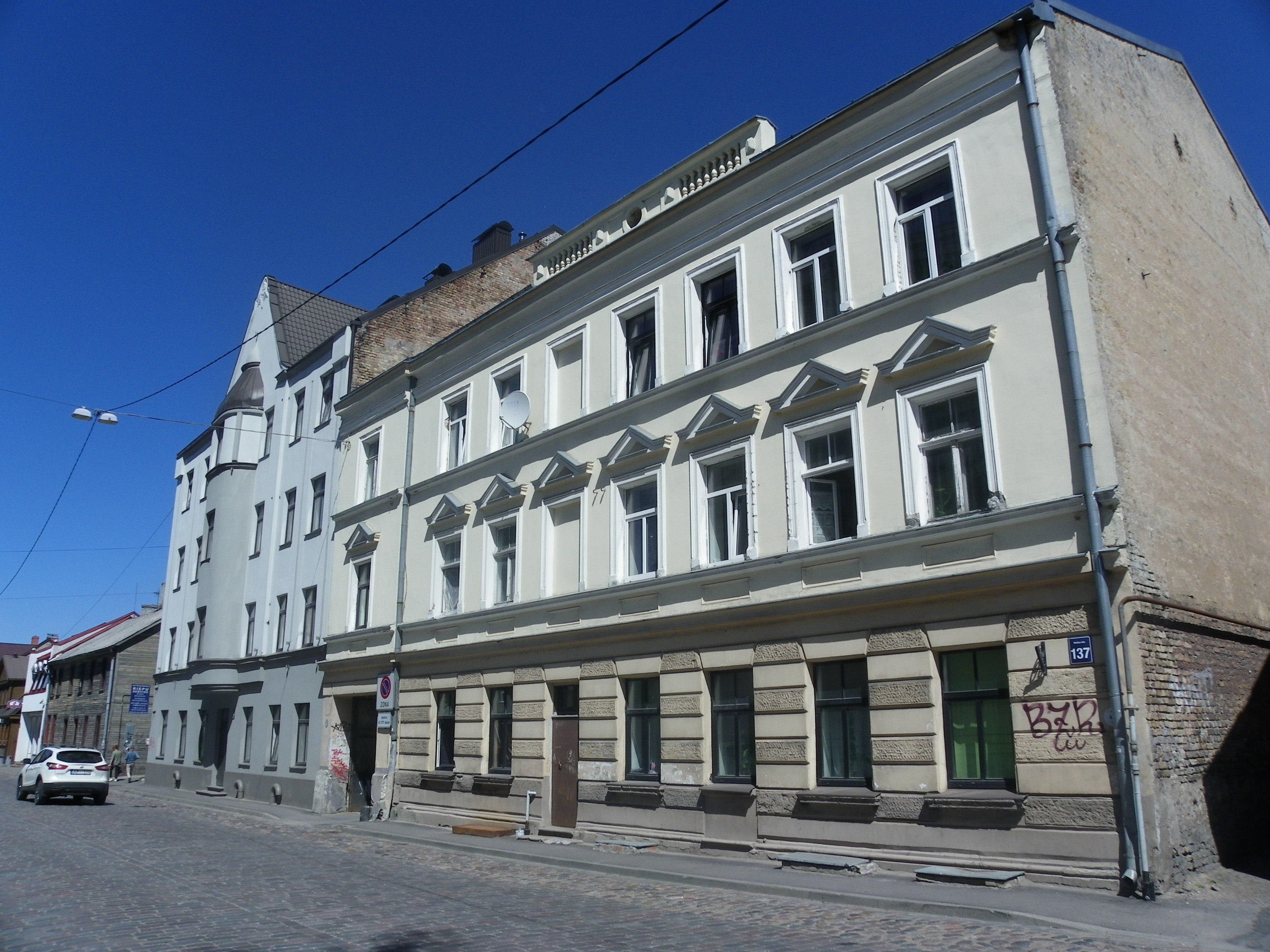
Дома № 135 и 137
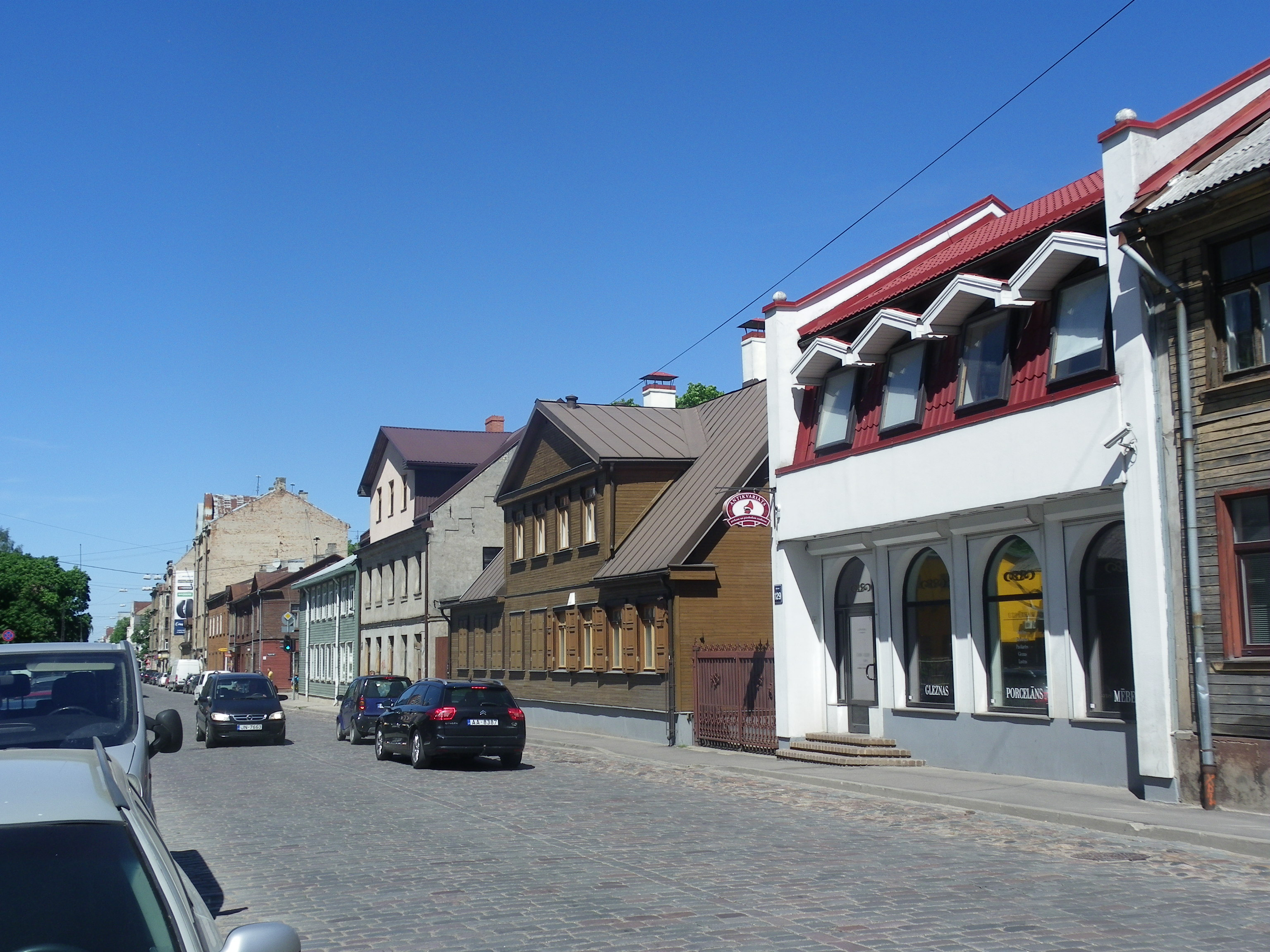
Дальняя часть улицы

## Прилегающие улицы
Улица Матиса пересекается со следующими улицами: 
- улица Бривибас
- улица Тербатас
- улица Кришьяня Барона
- улица Александра Чака
- улица Красотаю
- улица Авоту
- улица Мурниеку
- улица Плявас
- улица Валмиерас
- улица Вагону
- улица Пернавас